# Liste der Biografien/Kleb
Liste der Biografien |
Portal Biografien |
Personensuche
# |
A |
B |
C |
D |
E |
F |
G |
H |
I |
J |
K |
L |
M |
N |
O |
P |
Q |
R |
S |
T |
U |
V |
W |
X |
Y |
Z |
?
 
Ka |
Kb |
Kc |
Kd |
Ke |
Kf |
Kg |
Kh |
Ki |
Kj |
Kl |
Km |
Kn |
Ko |
Kp |
Kr |
Ks |
Kt |
Ku |
Kv |
Kw |
Ky |
Kx |
Kz
 
Kla |
Kld |
Kle |
Kli |
Klj |
Klo |
Klu |
Kly
 
Klea |
Kleb |
Klec |
Kled |
Klee |
Klef |
Kleg |
Kleh |
Klei |
Klej |
Klek |
Klem |
Klen |
Kleo |
Klep |
Kler |
Kles |
Klet |
Kleu |
Klev |
Klew |
Kley |
Klez
Die Liste der Biografien führt alle Personen auf, die in der deutschsprachigen Wikipedia einen Artikel haben. Dieses ist eine Teilliste mit 70 Einträgen von Personen, deren Namen mit den Buchstaben „Kleb“ beginnt.

## Kleb

### Kleba
- Klebahn, Heinrich (1859–1942), deutscher Mykologe und Botaniker
- Kleban, Edward (1939–1987), US-amerikanischer Musiktheaterkomponist und Texter
- Klebanoff, Philip S. (1918–1992), US-amerikanischer Physiker
- Klebanov, Igor (* 1962), russisch-US-amerikanischer theoretischer Physiker
- Klebanow, Dmytro (1907–1987), sowjetisch-ukrainischer Komponist
- Klebanow, Ilja Iossifowitsch (* 1951), russischer Politiker und Unternehmer

### Klebb
- Klebba, Martin (* 1969), US-amerikanischer Schauspieler und StuntmanMartin Klebba (* 1969)

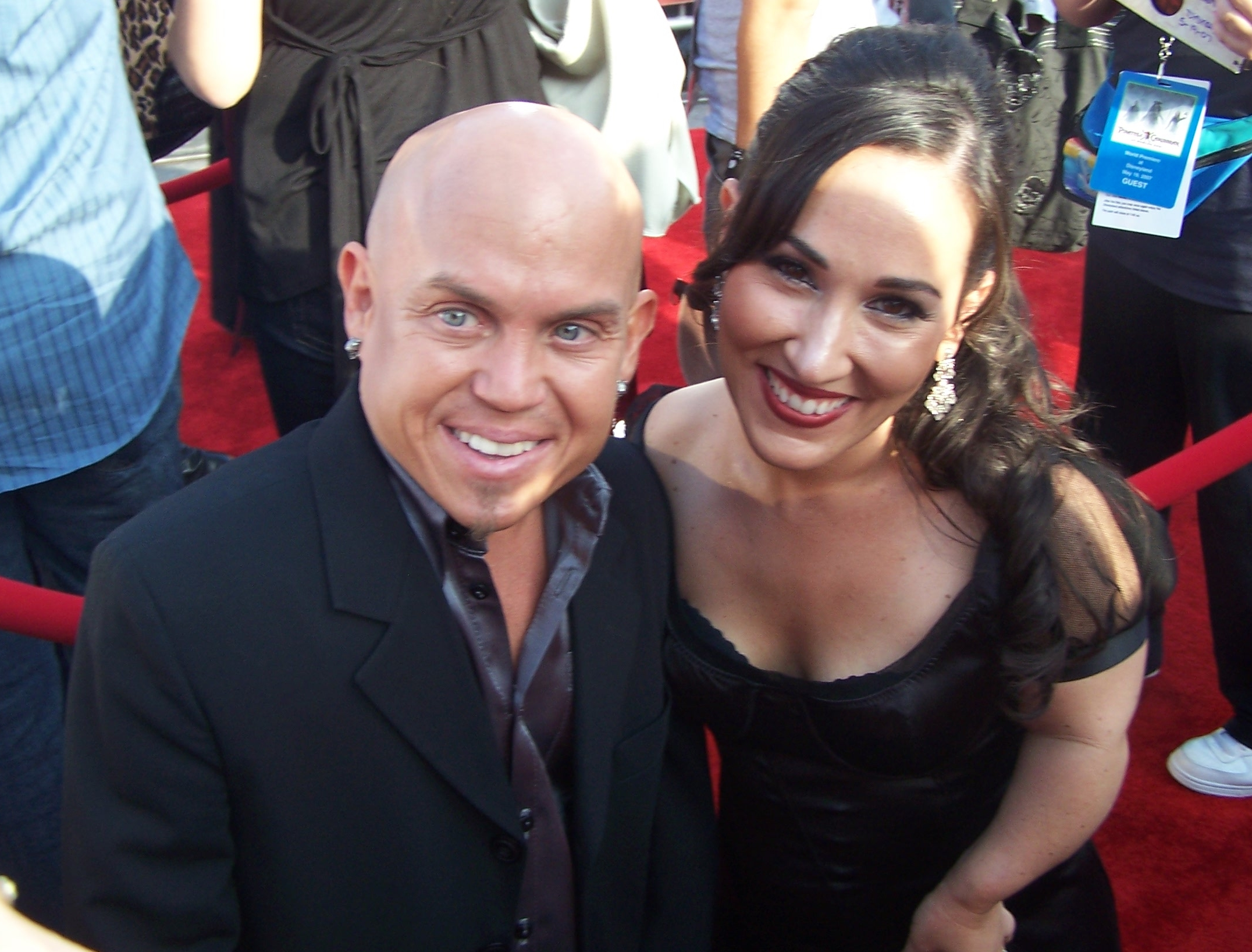
Martin Klebba (* 1969)

- Klebba, Rainer (1943–2012), deutscher Politiker (SPD), MdA
- Klebba, Sigrid (* 1955), deutsche Politikerin (SPD), Jugend-Staatssekretärin in Berlin

### Klebe
- Klebe, Gerhard (* 1954), deutscher Chemiker
- Klebe, Giselher (1925–2009), deutscher Komponist
- Klebe, Kristina (* 1979), deutsch-amerikanische Schauspielerin
- Klebe, Nils (* 1979), deutscher Breakdancer
- Klebe, Reinhold (1913–1992), deutscher Militär, Offizier der Gebirgstruppe der Wehrmacht und ein Stabsoffizier der Bundeswehr
- Klebe, Torben (* 1976), deutscher Politiker (NPD), Landesvorsitzender der NPD Hamburg sowie Rechtsextremist
- Klebeck, Kurt (1906–2004), deutscher Waffen-SS-Mann, KZ-Kommandant
- Klebeck, Wilhelm von (1729–1811), Feldzeugmeister, Kommandeur des Maria-Theresia-Ordens und Inhaber des Infanterie-Regiments Nr. 14
- Klebel, Arnulf (1927–2018), österreichischer Orgelbauer
- Klebel, Ernst (1896–1961), deutscher Historiker
- Klebelsberg zu Thumburg, Franz von (1774–1857), böhmischer Adeliger und k.k. Beamter
- Klebelsberg zu Thumburg, Hieronymus von (1800–1862), österreichischer Jurist, Politiker und Landeshauptmann von Tirol
- Klebelsberg, Dieter (1928–2018), österreichischer Psychologe und Professor
- Klebelsberg, Ernst (1883–1957), österreichischer Psychiater
- Klebelsberg, Johann Nepomuk von (1772–1841), österreichischer General der Kavallerie
- Klebelsberg, Kunó (1875–1932), ungarischer Politiker und Kultusminister (1922–1931)
- Klebelsberg, Raimund von (1886–1967), österreichischer Geologe und Hochgebirgsforscher
- Kleber, Arno (* 1955), deutscher Geograph (Geomorphologe und Bodengeograph)
- Kleber, Bartle (1884–1953), österreichischer Maler und Graphiker
- Kleber, Claus (* 1955), deutscher Journalist und FernsehmoderatorClaus Kleber (* 1955)

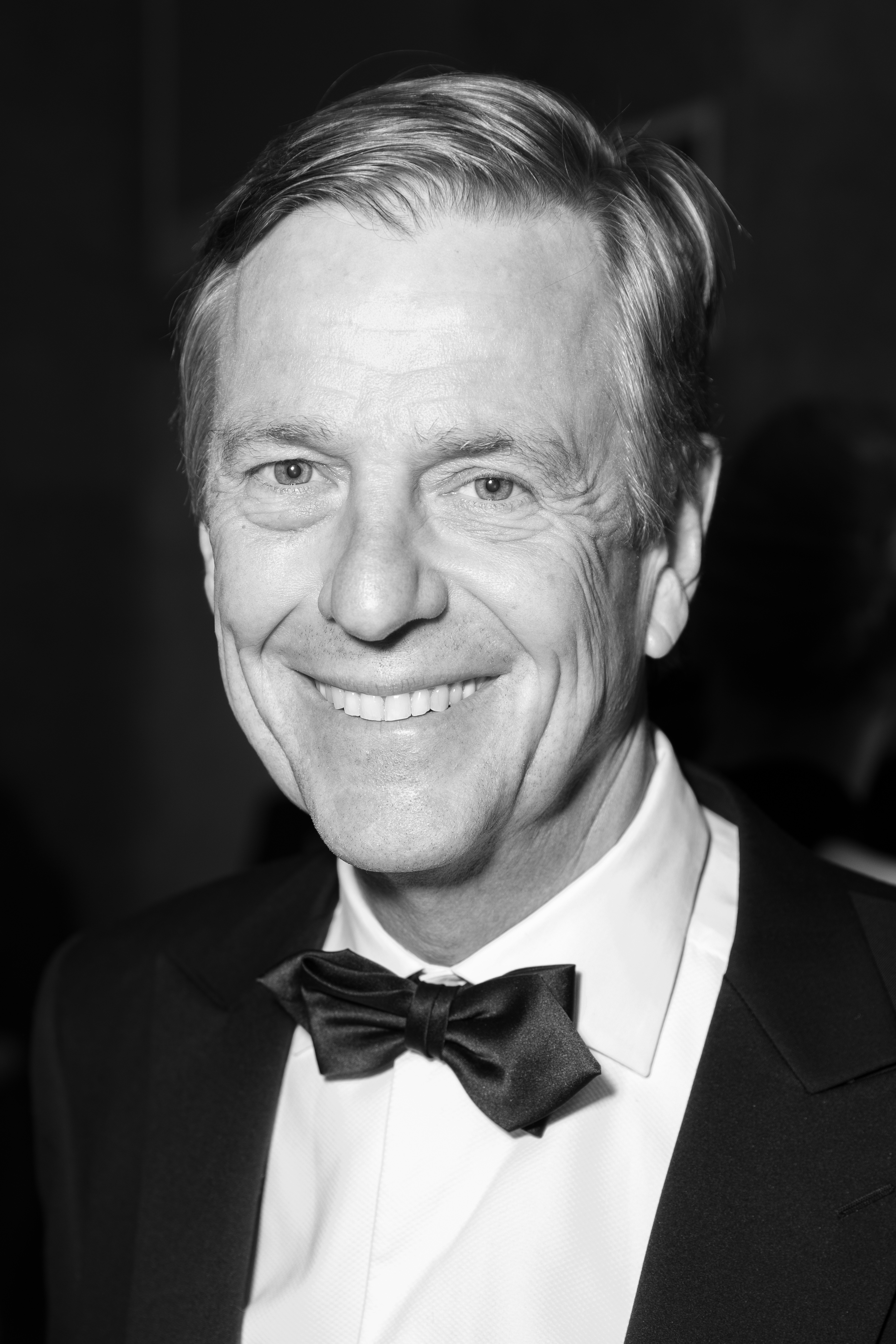
Claus Kleber (* 1955)

- Kleber, Ernst (1825–1884), deutscher konservativer Politiker, MdL (Königreich Sachsen)
- Kleber, Frank (* 1981), deutscher Skeletonfahrer
- Kleber, Franz (* 1942), deutscher Skeletonfahrer
- Kleber, Ina (* 1964), deutsche Schwimmerin
- Kléber, Jean-Baptiste (1753–1800), französischer General
- Kleber, Johann Manfred (* 1941), deutscher Bildender Künstler
- Kleber, Joseph, Martin (1753–1816), deutscher Jurist
- Kleber, Karl-Heinz (1929–2017), deutscher römisch-katholischer Theologe
- Kleber, Kristin (* 1973), deutsche Altorientalistin
- Kleber, Leonhard († 1556), deutscher Organist und Komponist
- Kleber, Manfred (* 1942), deutscher Physiker
- Kleber, Maximilian (* 1992), deutscher BasketballspielerMaximilian Kleber (* 1992)

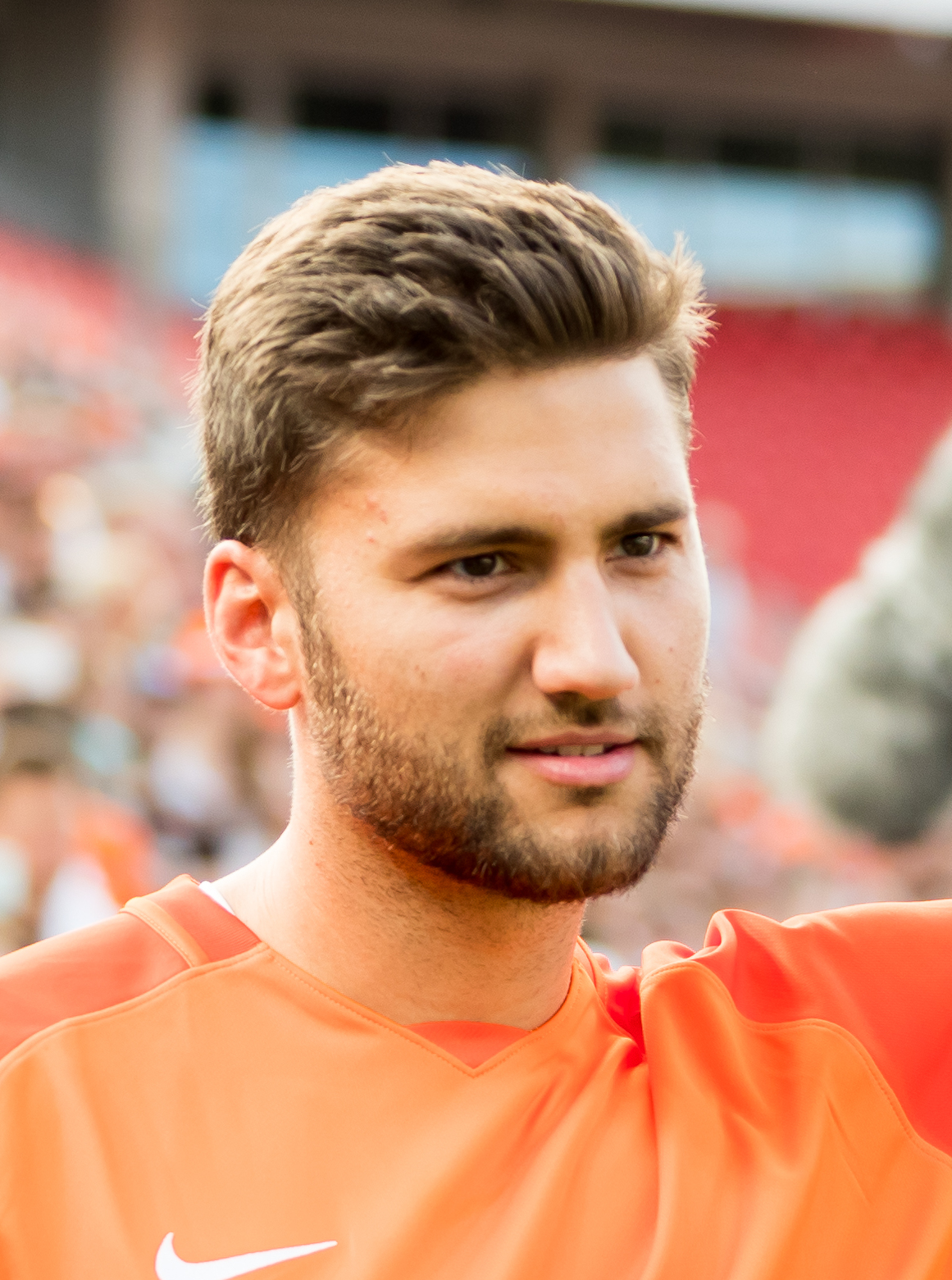
Maximilian Kleber (* 1992)

- Kleber, Paul (* 1973), deutscher Jazzmusiker (Kontrabass, Komposition)
- Kleber, Pia (* 1941), deutsche Theaterwissenschaftlerin und Hochschullehrerin (University of Toronto)
- Kleber, Ralf (* 1966), deutscher Manager
- Kleber, Walter (* 1941), deutscher Fußballspieler
- Kleber, Will (1906–1970), deutscher Mineraloge, Kristallograph und Petrologe
- Kleber, Wolfgang (* 1958), deutscher Organist und Komponist
- Kleberg, Bruno (1927–2005), deutscher Dokumentarfilmer
- Kleberg, Richard M. (1887–1955), US-amerikanischer Politiker
- Kleberg, Robert Justus (1803–1888), deutsch-amerikanischer Farmer, Soldat und Richter
- Kleberg, Rudolph (1847–1924), US-amerikanischer Politiker
- Kleberger, Ilse (1921–2012), deutsche Ärztin und Schriftstellerin
- Kleberger, Wilhelm (1878–1935), deutscher Agrikulturchemiker
- Kléberson (* 1979), brasilianischer Fußballspieler
- Klebert, Stefan (* 1965), deutscher Maschinenbauer

### Klebi
- Klebinho (* 1998), brasilianischer Fußballspieler
- Klebitz, Wilhelm († 1568), deutscher zwinglianischer Theologe und Mathematiker

### Klebn
- Klebnikov, Paul (1963–2004), US-amerikanischer Journalist

### Klebo
- Klebold, Dylan (1981–1999), US-amerikanischer Schüler und Amokläufer
- Klebold, Sue (* 1949), US-amerikanische Autorin und Aktivistin
- Klebow, Lilian (* 1977), deutsche Schauspielerin und SängerinLilian Klebow (* 1977)

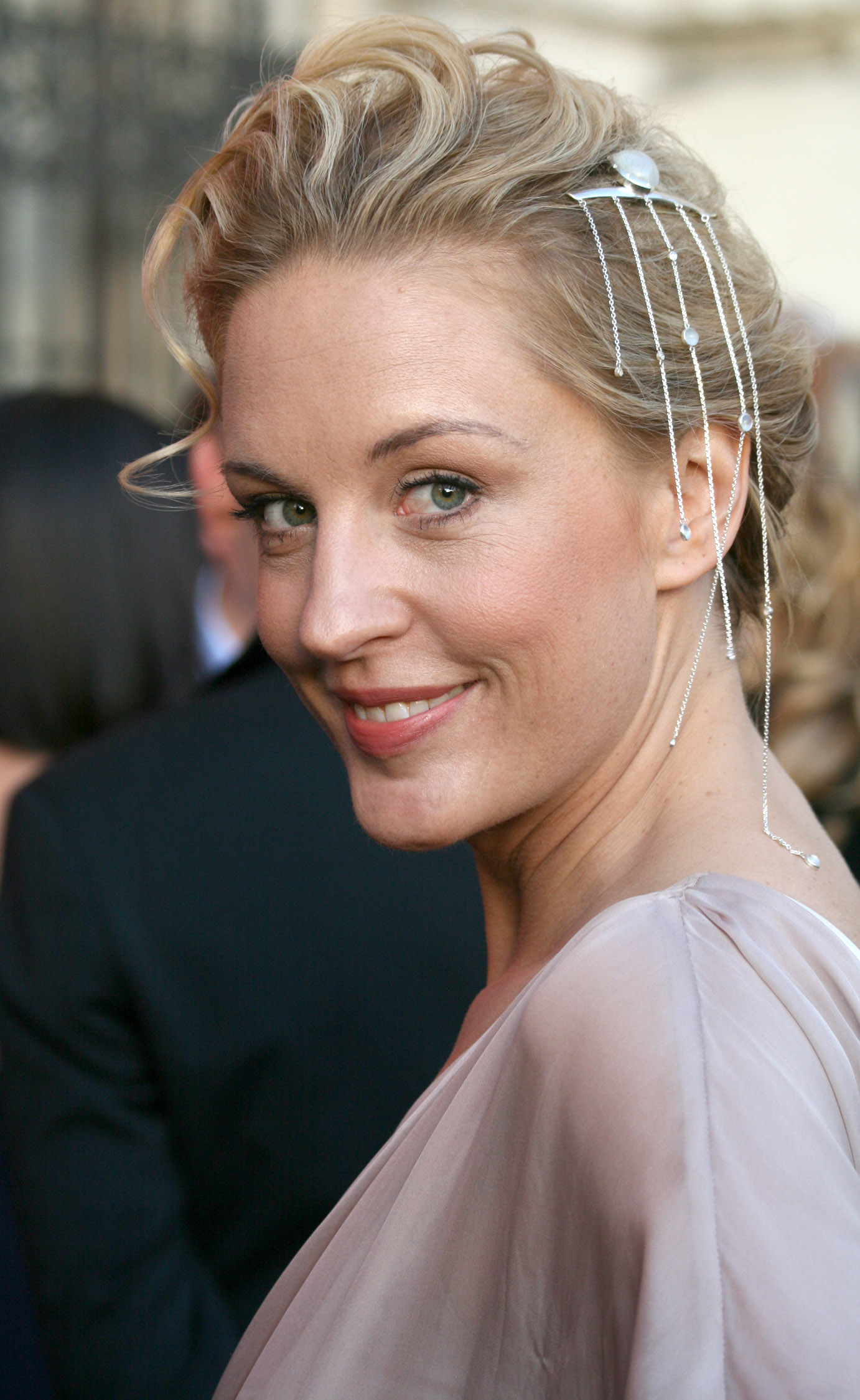
Lilian Klebow (* 1977)

### Klebs
- Klebs, Arnold C. (1870–1943), schweizerisch-US-amerikanischer Arzt und Medizinhistoriker
- Klebs, Edwin (1834–1913), deutscher Mediziner und Bakteriologe
- Klebs, Elimar (1852–1918), deutscher Althistoriker
- Klebs, Georg Albrecht (1857–1918), deutscher Botaniker
- Klebs, Hermann (* 1954), deutscher Fußballspieler
- Klebs, Richard (1850–1911), deutscher Geologe und Pharmakologe
- Klebsch, Klaus-Dieter (* 1949), deutscher Schauspieler und Synchronsprecher
- Klebsch, Kurt (* 1931), deutscher Fußballspieler

### Klebu
- Klebusch, Franz (1887–1951), deutscher Schauspieler